# Сокольниково (Антроповский район)
Сокольниково — упразднённая деревня в Антроповском районе Костромской области России. На момент упразднения входила в состав Палкинского сельсовета.

## География
Урочище находится в центральной части Костромской области, в подзоне южной тайги, к западу от автодороги 34Н-30, на расстоянии приблизительно 13 километров (по прямой) к юго-западу от посёлка Антропово, административного центра района. Абсолютная высота — 190 метров над уровнем моря.

### Климат
Климат характеризуется как умеренно континентальный, с продолжительной холодной многоснежной зимой и коротким сравнительно тёплым летом. Среднегодовая температура воздуха — 2,5 °C. Средняя температура воздуха самого холодного месяца (января) — −12,6 °C (абсолютный минимум — −38 °C); самого тёплого месяца (июля) — 18,2 °C (абсолютный максимум — 36 °С). Годовое количество атмосферных осадков — 500—550 мм, из которых большая часть выпадает в тёплый период.

## История
В «Списке населенных мест Костромской губернии по сведениям 1870-72 годов» населённый пункт упомянут как деревня Галичского уезда, расположенная при пруде, в 45 верстах от уездного города. В Ленивцеве числилось 10 дворов и проживало 77 человек (37 мужчин и 40 женщин).
В 1907 году в деревне, относящейся к Пречистенской волости, имелся 31 двор и проживало 190 человек.
В 1926 году числилось 33 двора и 175 жителей (97 мужчин и 78 женщин). В 1966 году деревня была переименована в Сокольниково.
По состоянию на 1 января 1981 года входила в состав Палкинского сельсовета. Исключена из учётных данных в июне 1997 году как фактически несуществующая.